# Microsynanthedon ambrensis
Microsynanthedon ambrensis är en fjärilsart som beskrevs av Pierre E.L. Viette 1955. Microsynanthedon ambrensis ingår i släktet Microsynanthedon och familjen glasvingar. Inga underarter finns listade i Catalogue of Life.